# Mặt nạ xã hội

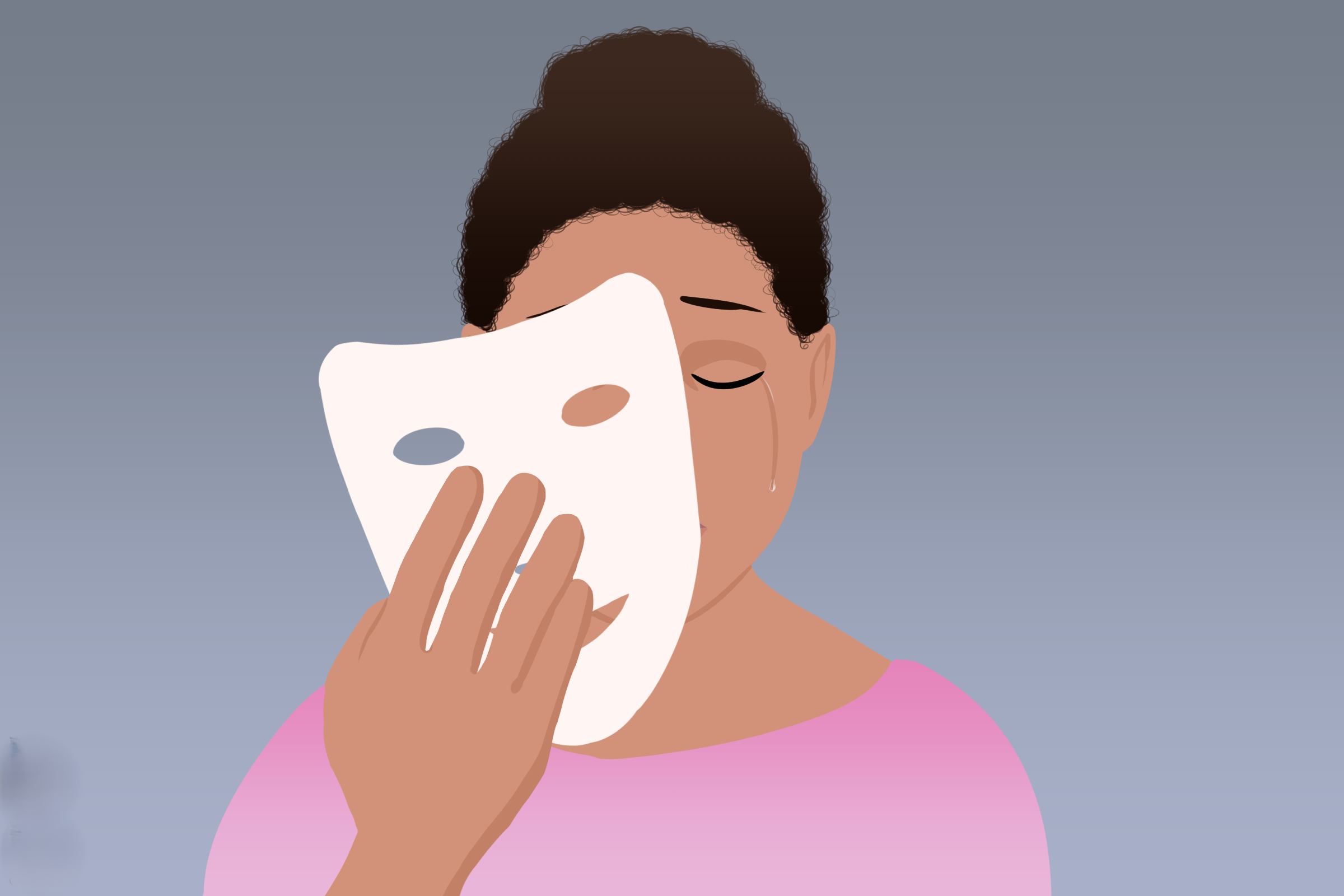
Hình hoạ về một phụ nữ với nổi khổ tâm dày vò nhưng phải sống che đậy dưới một lớp mặt nạ khác dưới những kỳ vọng câm lặng của cả một xã hội

Mặt nạ xã hội (Persona) theo nhà tâm thần học người Thụy Sĩ Carl Jung thì đó là khuôn mặt xã hội mà một cá nhân thể hiện ra bên thế giới của mình, đó là "một dạng mặt nạ được thiết kế để một tạo ấn tượng với người khác và che giấu bản chất thật của mình". Theo Carl Jung, việc hình thành một mặt nạ xã hội là một phần quan trọng của quá trình thích nghi và chuẩn bị cho cuộc sống trưởng thành trong thế giới xã hội bên ngoài. Lớp mặt nạ chính là hình ảnh công khai rà bên ngoài, là vai diễn sân khấu cuộc đời mà bản thân trình diện với xã hội, họ dựng lên một phiên bản lý tưởng của bản thân để trình diễn với thế giới trong khi động cơ thực sự của bản thân họ luôn được giấu kín. Nó là bộ mặt mà người ta muốn người khác nhìn thấy, là "một con người khác" được xây dựng một cách có ý thức hoặc vô thức nhằm tạo ấn tượng tốt, một chiếc mặt nạ hoàn hảo của sự tử tế, ngọt ngào, quan tâm, thấu cảm, để hòa nhập và được chấp nhận bởi cộng đồng, nó không phải là một thứ gì đó giả tạo hay xấu xa theo nghĩa như kiểu đạo đức giả, sự nguỵ tạo, sống bằng một bản ngã giả tạo ("Mặt nạ dối trá"), mà là một công cụ tâm lý thích ứng, giống như một bộ trang phục phù hợp cho từng hoàn cảnh xã hội khác nhau, từng mối quan hệ giao tiếp, xã giao khác nhau cũng như và kỳ vọng của xã hội. Một bản ngã mạnh mẽ tương tác với thế giới bên ngoài thông qua một mặt nạ xã hội linh hoạt, sự đồng hóa với một vai diễn cụ thể (bác sĩ, học giả, chính trị gia, nghệ sĩ, giới giải trí, một người đàn ông tốt) sẽ cản trở sự phát triển chiều sâu tâm lý.

## Đại cương

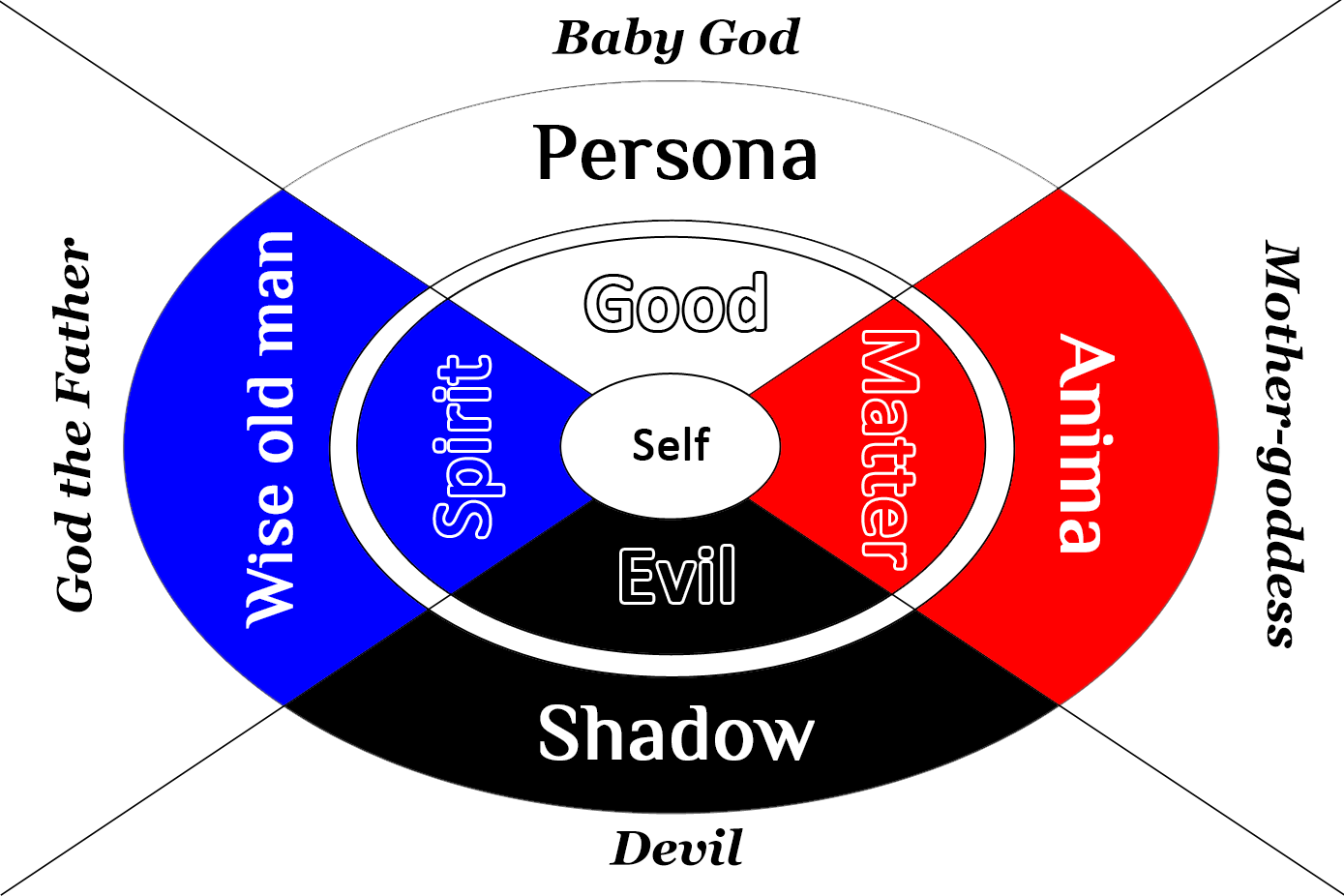
Biểu đồ nguyên mẫu tâm lý theo trường phái Carl Jung (bằng tiếng Anh), trong đó Lớp mặt nạ (Persona) nược mặc định là thánh thiện

Mối nguy hiểm lớn nhất của mặt nạ (Persona) xảy ra khi cái tôi (Ego) đồng nhất hóa hoàn toàn với nó, đó là khi một người tin rằng mình chính là cái mặt nạ mình đang đeo, đó là sự "nhập vai" vào đời thực, con người ta trở thành hiện thân của chính chiếc mặt nạ họ. Đối với Carl Jung thì sự "nguy hiểm chính là [con người] trở nên đồng nhất với cái mặt của họ, như kiểu một vị giáo sư với sách giáo khoa của mình, ca sĩ giọng nam cao với giọng hát của anh ấy". Khi đồng nhất với chính "cái Mặt nạ" của mình thì con người sẽ mất kết nối với bản ngã đích thực và dần trở nên nông cạn, cứng nhắc, và cảm thấy trống rỗng, vô nghĩa khi không còn ở trong vai diễn của mình, cuộc sống của họ trở thành một màn kịch, và họ là diễn viên đã quên mất mình là ai sau lớp hóa trang. Kết quả có thể là "kiểu nhân cách nông cạn, dễ vỡ, chỉ biết tuân thủ mà 'hoàn toàn là mặt nạ', với sự bận tâm thái quá về 'những gì người khác nghĩ về mình'", đây là một trạng thái tinh thần không có sự suy ngẫm, "trong đó con người hoàn toàn không ý thức được bất kỳ sự khác biệt nào giữa bản thân họ và thế giới mà họ đang sống. Họ ít hoặc không có khái niệm nào về bản thân mình như những sinh thể riêng biệt với những gì xã hội mong đợi ở họ" điều này đã tạo tiền đề cho cái mà Carl Jung gọi là Enantiodromia (nổi loạn) — sự xuất hiện của cá tính bị kìm nén từ bên dưới lớp mặt vào giai đoạn sau của cuộc đời: "cá nhân sẽ hoặc bị vùi lấp hoàn toàn dưới một cái mặt nạ rỗng tuếch, hoặc một sự nổi loạn, phản kháng hướng về các mặt đối lập bị chôn vùi sẽ xảy ra".

## Biểu hiện

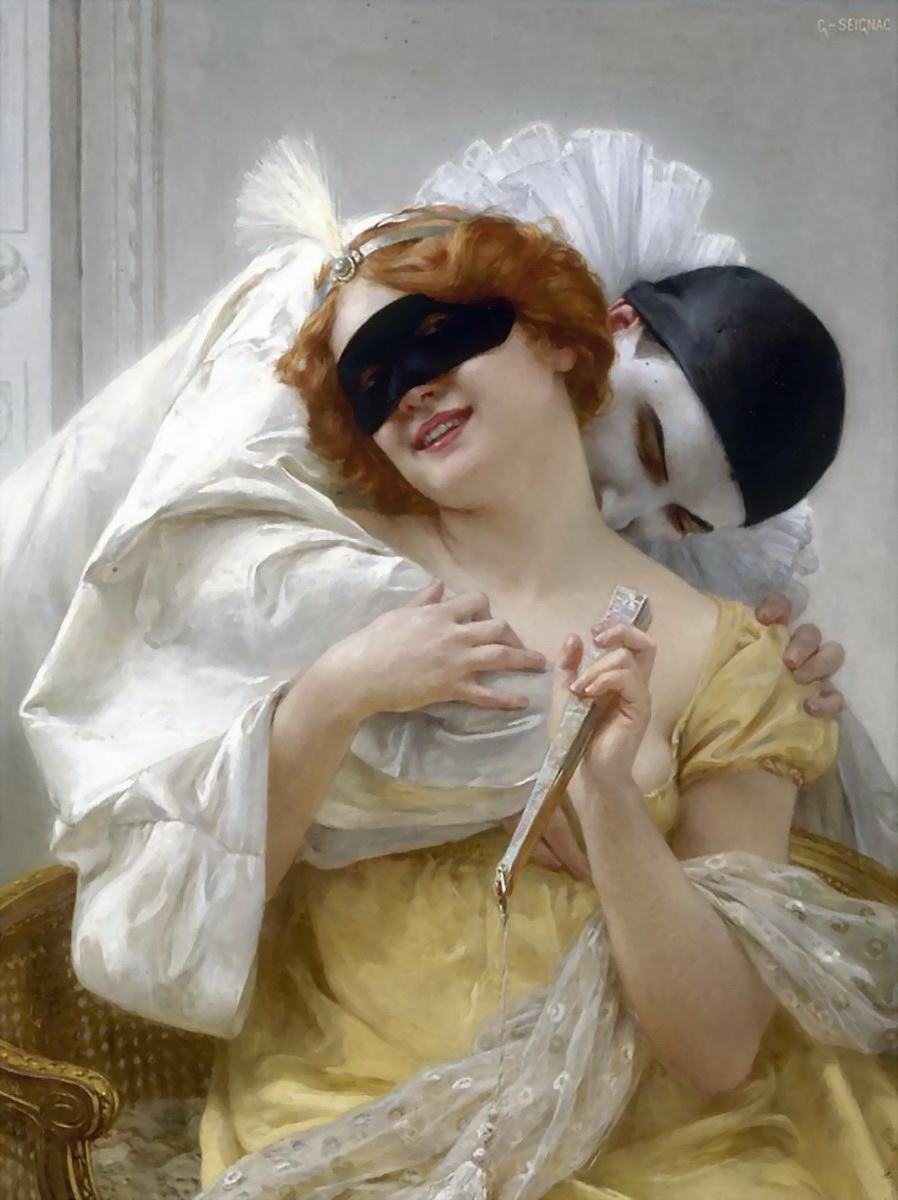
Hoạ phẩm về phụ nữ và mặt nạ

Khái niệm về thể diện, sĩ diện, vai trò, thiên chức, trọng trách trong gia đình (con dâu, vợ, mẹ, chồng) và trong xã hội là những "mặt nạ" rất điển hình trong văn hóa Việt Nam đôi khi giống như kiểu đạo đức giả. Áp lực phải sống sao cho "đẹp mặt" gia đình, làng xóm, sống sao cho vừa lòng người, đôi khi tạo ra khoảng cách lớn giữa con người thật bên trong và hình ảnh thể hiện ra bên ngoài. Các vai trò như "con ngoan trò giỏi", "người con hiếu thảo", "người vợ đảm đang", áp lực xã hội đối với phụ nữ phải "nết na, thùy mị" hay người đàn ông phải cố "diễn", cố tỏ ra, cố chứng tỏ, hay phải vào vai một người đàn ông tốt, lịch thiệp, đóng "tròn vai" của một người chồng có trách nhiệm, đây chính là những "thể hiện" được xã hội coi trọng và khuyến khích, nhưng nó cũng đem lại không ít gánh nặng cho người trong cuộc. Nhiều người đàn ông tốt thực chất đang sống hoàn toàn bằng lớp "Mặt nạ" (Persona) hay vỏ bọc vẻ bề ngoài, họ tin rằng nếu mình làm mọi điều đứng đắn, chuẩn mực như sự lịch thiệp, quan tâm, chiều chuộng, nhẹ nhàng, luôn cố gắng giải quyết mọi vấn đề của phụ nữ thì sẽ có được tình yêu, nhưng vấn đề là, một lớp mặt nạ hoàn hảo thường thiếu đi sự chân thực và chiều sâu, nó không là một phẩm chất tự thân, từ đó tạo cảm giác đơn điệu, dễ đoán và thiếu sức sống, và người khác vẫn có khả năng cảm nhận được sự thiếu chân thực này một cách vô thức. Một người đàn ông tốt gặp khó khăn không chỉ bởi vì anh ta tốt, mà vì anh ta thường không trọn vẹn khi chỉ trình diện một nửa con người mình (qua lớp mặt nạ) và chối bỏ nửa còn lại (Mặt tối/góc khuất/Shadow), việc đồng nhất hóa với vai diễn người đàn ông tốt và sự thiếu chân thực của nó là vấn đề trong nhiều mối quan hệ cần sự thành thật và thẳng thắn.

## Vạch trần
Carl Jung đã nói về sự đạo đức giả và mặt tối của bản chất con người, ông quy sự đạo đức giả cho những người không nhận thức được mặt tối hay mặt bóng (shadow-side) của bản chất họ. Ông viết: "Mỗi cá nhân cần một cuộc cách mạng, sự phân chia bên trong, sự lật đổ trật tự hiện có và sự đổi mới, nhưng không phải bằng cách áp đặt chúng lên những người hàng xóm của mình dưới vỏ bọc đạo đức giả của tình yêu Cơ đốc giáo hoặc ý thức trách nhiệm xã hội hay bất kỳ cách nói giảm nói tránh hoa mỹ nào khác cho những thôi thúc vô thức về quyền lực cá nhân". Carl Jung tiếp tục viết: "Trong mọi hoàn cảnh, việc sở hữu trọn vẹn cá tính của mình là một lợi thế, nếu không thì những yếu tố bị kìm nén sẽ chỉ xuất hiện như một trở ngại ở những nơi khác, không chỉ ở một điểm không quan trọng mà ở chính nơi chúng ta nhạy cảm nhất. Nếu mọi người có thể được giáo dục để nhìn rõ mặt bóng của bản chất họ, có thể hy vọng rằng họ cũng sẽ học cách hiểu và yêu thương đồng loại tốt hơn. Ít đạo đức giả hơn và nhiều tự nhận thức hơn chỉ có thể mang lại kết quả tốt đẹp trong việc tôn trọng người khác; vì tất cả chúng ta đều quá dễ dàng chuyển sang người khác sự bất công và bạo lực mà chúng ta gây ra cho bản chất của chính mình". Trong tác phẩm "New Paths in Psychology" (Những con đường mới trong tâm lý học), Carl Jung đã chỉ rõ "những giả vờ đạo đức giả của con người" (Mặt nạ dối trá) và cách phân tích giấc mơ có thể "vạch trần đạo đức dối trá" khi ông nói: "Phân tích giấc mơ trên hết thảy đã không khoan nhượng vạch trần đạo đức dối trá và những giả vờ đạo đức giả của con người, cho thấy một lần nữa khía cạnh khác trong tính cách của họ dưới ánh sáng rõ ràng nhất". Ghen tỵ, đố kỵ và phản bội hiếm khi là một cú đánh bất ngờ, nó là quá trình tâm lý, tích tụ, không phải lúc nào phản bội cũng đến từ sự oán giận âm thầm. Tuy vậy, sau đó, Carl Jung đã bỏ đi đặc điểm hóa này trong tiểu luận sau này của mình có tựa đề "On the Psychology of the Unconscious" (Về tâm lý học của vô thức) vốn được phát triển từ tác phẩm New Paths in Psychology trước đó.